# سیباری
سیباری (به ایتالیایی: Sibari) یک منطقهٔ مسکونی در ایتالیا است که در کاسانا آلیونیو واقع شده‌است. سیباری ۵٬۰۰۰ نفر جمعیت دارد و ۴ متر بالاتر از سطح دریا واقع شده‌است.